# Cockburn Town
Cockburn Town – stolica brytyjskiego terytorium zależnego Turks i Caicos. Położona jest na wyspie Wielki Turk. Liczba ludności 3700 (2008).